# Xã St. Peters, Quận St. Charles, Missouri
Xã St. Peters (tiếng Anh: St. Peters Township) là một xã thuộc quận St. Charles, tiểu bang Missouri, Hoa Kỳ. Năm 2010, dân số của xã này là 18.256 người.